# Svalbard satellittstasjon

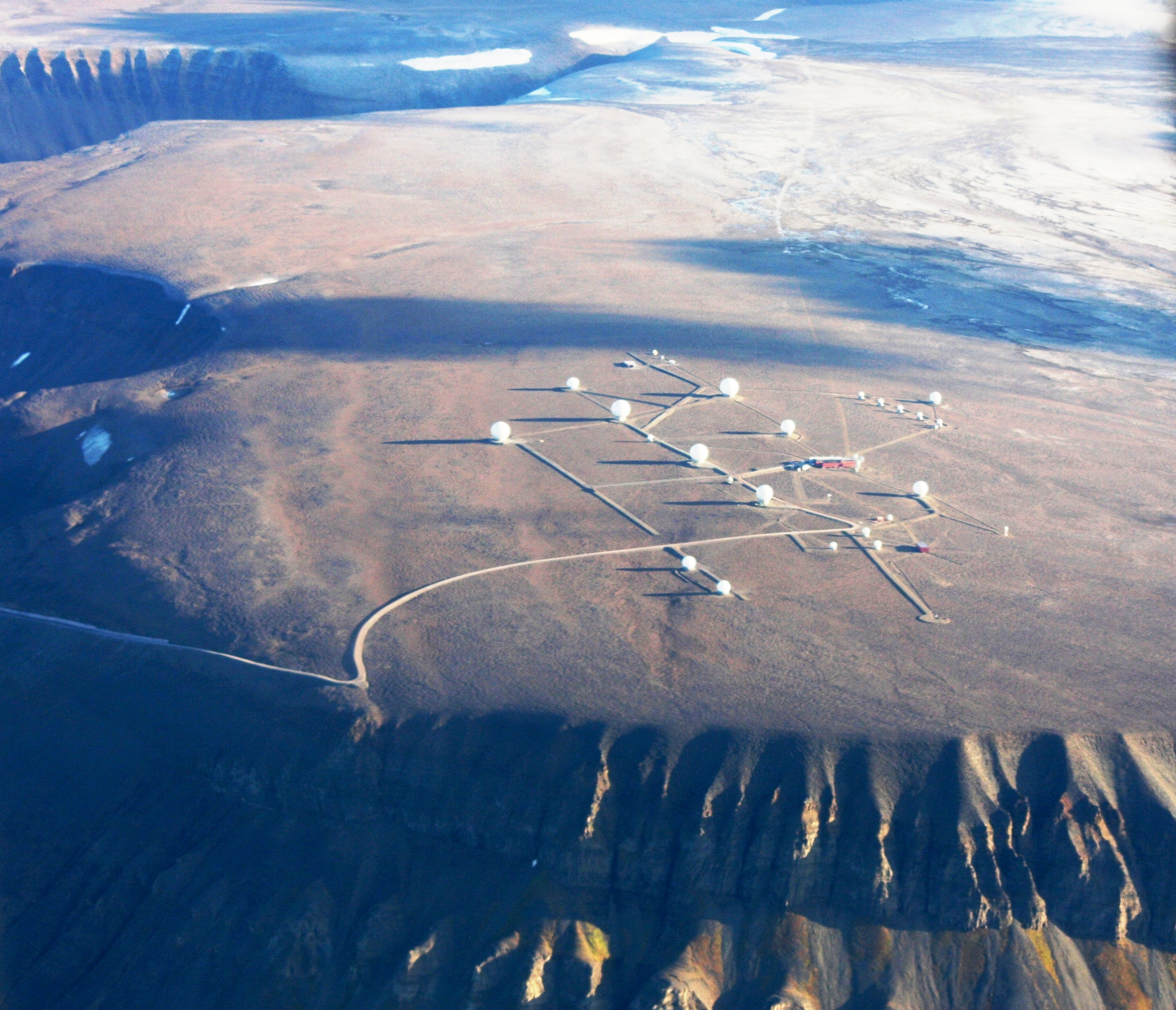
Svalsat på Platåberget, över Longyearbyen

Svalbard satellittstasjon (SvalSat) är en privat satellitstation, som ligger 459 meter över havet på Platåberget (över Hotellneset och Bjørndalen), omkring fem kilometer väster om Longyearbyen på Svalbard. Satellitstationen hämtar ned data från, och laddar upp instruktioner till, satelliter i banor i polartrakterna. Den är den nordligaste satellitstationen i världen och öppnades 1997. Den har 18 anställda.
Satellitstationen består av 35 antenner, varav Kongsberg Satellite Services och Europeiska vädersatellitorganisationen (EUMETSAT) från början ägde två var och  NASA och den civila amerikanska meteorologiska myndigheten National Oceanic and Atmospheric Administration ägde en var. Antalet antenner har därefter ökat under åren, och 2012 byggdes kontrollbyggnaden ut. Antal satelliter, som det läses ned data från, ökade från 14 år 2008 till fler än 35 2012. Samma år byggdes också en egen mottagningsstation och antenner för Galileo-satelliterna.
Dessutom har Telenor byggt en telekommunikationsantenn. Data sänds sedan 2004 via Telenor Svalbards internetnod över Svalbardsfiberkabeln till Harstad på norska fastlandet och vidare till andra länder.